# Xì tố

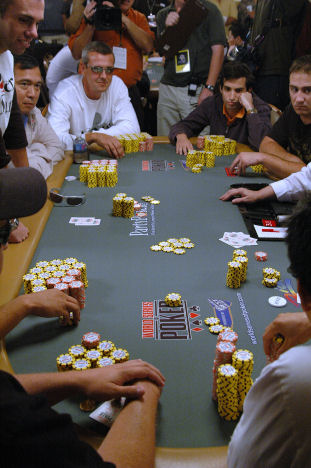
giải vô địch thế giới poker năm 2006

Xì tố hay xì phé (tiếng Anh: poker) là một trò chơi bài trong đó một phần (ví dụ Texas Hold 'em) hoặc tất cả các con bài (ví dụ Draw) không được mở và người chơi có thể tố (raise/lên giá) vào gà (pot). Vì thế xì phé kiểu Hồng Kông trong ngôn ngữ miền Nam cũng gọi là bài tố và thấy hay gọi "cây bài" là "phé bài" Ai có liên kết bài tốt nhất sẽ được ăn gà, trường hợp khác là người tố được ăn nếu mọi người chơi khác không theo (call).
Nên phân biệt xì phé với Xặp xám (Bài Binh hay Mậu binh (tên tiếng Anh: Chinese Poker).

## Lịch sử phát triển
Xì tố bắt đầu được phát triển từ đầu thế kỷ 19 tại Hoa Kỳ. Ngay từ những ngày đầu tiên, đây là trò chơi bài rất phổ biến và nhanh chóng lan ra toàn thế giới. Năm 1937 trong tập sách "Complete Hoyle", R.F.Foster đã viết rằng: "Xì tố, lần đầu tiên được chơi tại Mỹ, 5 lá bài được lấy ra từ một bộ 20 lá, là một phiên bản trực tiếp của trò chơi có tên As-Nas từ Ba Tư." Cho đến thập niên 1990, một số nhà sử học trong đó có David Parlett đã thách thức tính đúng đắn của quan điểm này và hiện vẫn đang là chủ đề gây tranh cãi. Thập niên 1970 là giai đoạn vàng của Xì tố tại Hoa Kỳ khi nó trở nên phổ biến và có sức ảnh hưởng rất lớn tới đời sống, cũng như văn hóa đại chúng. Các giải đấu hiện đại bắt đầu trở nên phổ biến tại các sòng bạc ở Hoa Kỳ sau khi giải đấu World Series of Poker tổ chức thành công vào những năm 1970.
Xì tố tiếp tục được phổ biến rộng rãi hơn nữa khi bắt đầu xuất hiện trên truyền hình vào đầu những năm 2000. Nó có một đợt sóng bùng nổ lớn gây ảnh hưởng toàn cầu trong giai đoạn 2003-2006.

## Phân loại

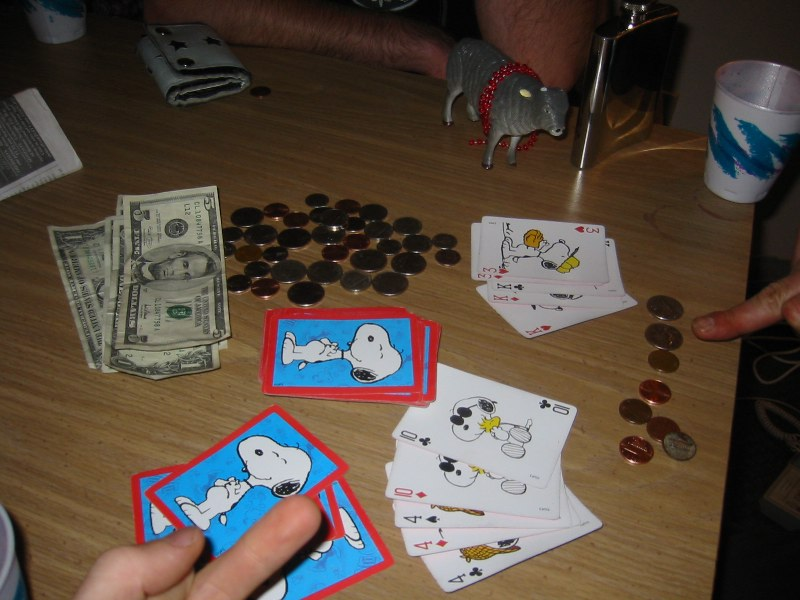
Người chơi Xì phé ngoài casino

Các thể thức phổ biến nhất của poker là:
Draw pokerMỗi người chơi được nhận 5 lá — ví dụ five-card draw — hoặc nhiều hơn, và tất cả đều không được mở. Họ có thể đổi từ một hoặc nhiều lá với một số lần nhất định, ví dụ với five-card draw người chơi có thể đổi duy nhất một lần, số lá được đổi trong lần này là từ 1 cho đến 5 lá.
Stud pokerMỗi người chơi nhận một số lá bài trong lần đầu, một số được mở ra cho mọi người cùng xem. Sự khác biệt quan trọng nhất giữa stud poker và draw poker là người chơi không được tráo hoặc đổi bài.
Community card pokerMỗi người chơi được kết hợp các bài được chia và các con bài chung (community cards) được lật ra và chung cho tất cả mọi người. Người chơi sẽ cố tạo ra liên kết tốt nhất giữa các con bài của mình và các con bài chung để tạo ra 5 lá cầm tay (xem thêm ở dưới). Hai kiểu chơi phổ biến ở Mỹ là Texas hold 'em và Omaha hold 'em, và kiểu chơi phổ biến ở Hồng Kông như đã kể ở trên.

## Các hạng bài
| Tên            | Tên tiếng Anh   | Ý nghĩa                                                    | Ví dụ            | Điều kiện quyết định cao thấp                                           |
| -------------- | --------------- | ---------------------------------------------------------- | ---------------- | ----------------------------------------------------------------------- |
| Mậu thầu       | High Card       | Không có liên kết nào                                      | A♠               | Xét lá bài cao nhất, sau đó xét các lá bài cao tiếp theo                |
| Đôi            | Pair            | 2 lá bài đồng số                                           | 10♣ 10♥          | Xét đôi cao thấp, tiếp đến là các lá bài lẻ cao nhất                    |
| Thú/Hai đôi    | Two Pairs       | 2 đôi                                                      | J♦ J♠ 8♣ 8♠      | Xét đôi cao thấp, tiếp đến là đôi thấp hơn và sau cùng là các lá bài lẻ |
| Sám chi        | Three of a Kind | 3 lá bài đồng số                                           | Q♣ Q♥ Q♠         | Xét cao thấp của bộ ba.                                                 |
| Sảnh           | Straight        | 5 lá bài trong một chuỗi số nhưng không đồng chất          | 10♠ 9♦ 8♥ 7♣ 6♥  | Xét cao thấp của lá bài cao nhất của chuỗi                              |
| Thùng          | Flush           | 5 lá bài cùng màu, đồng chất nhưng không cùng một chuỗi số | 7♠ Q♠ 10♠ 5♠ A♠  | Xét lá bài cao nhất, sau đó các lá bài cao tiếp theo                    |
| Cù lũ          | Full House      | 1 bộ ba và 1 bộ đôi                                        | K♣ K♠ K♦ 9♥ 9♣   | Xét cao thấp của bộ ba                                                  |
| Tứ quý         | Four of a Kind  | 4 lá đồng số                                               | A♥ A♦ A♠ A♣      | Xét cao thấp lá bài của tứ quý                                          |
| Thùng phá sảnh | Straight Flush  | 1 sảnh đồng chất                                           | Q♣ J♣ 10♣ 9♣ 8♣  | Xét lá bài cao nhất                                                     |
| Thùng chúa     | Royal Flush     | 1 sảnh đồng chất với lá bài cao nhất là Át                 | A♠ K♠ Q♠ J♠ 10♠  | Chia gà                                                                 |
| Ngũ quý        | Five of a Kind  | 4 lá đồng số với 1 lá Joker                                | 8♥ 8♦ 8♠ 8♣ Jkr. | Xét cao thấp lá bài của ngũ quý                                         |

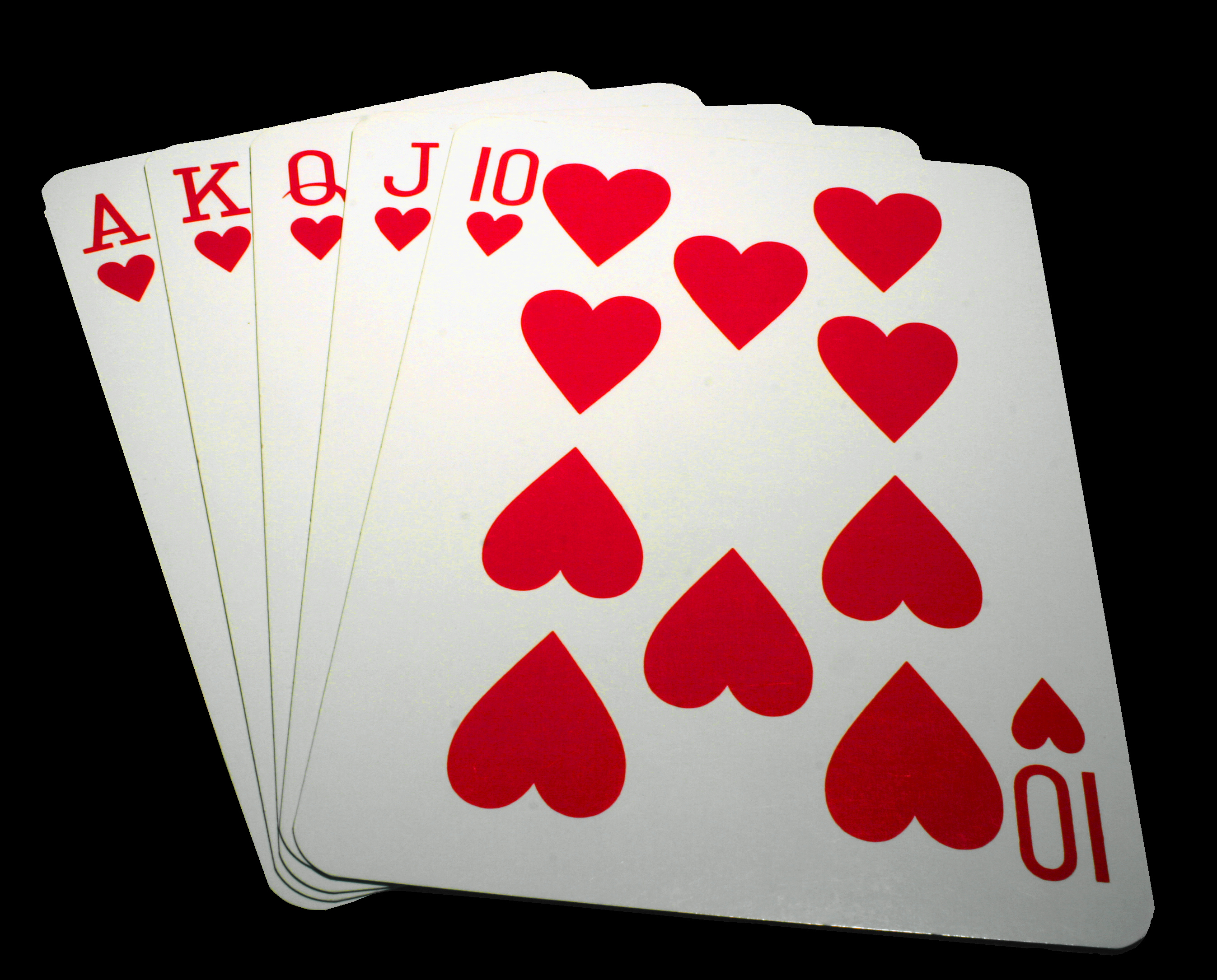
Bài tốt nhất có thể khi không dùng hai lá Joker - Royal Flush

Đặc biệt lá bài Xì ("A") có thể được tính là lá bài cao nhất của sảnh đứng sau Già ("K") hoặc được tính là lá bài nhỏ nhất của sảnh đứng trước "1"; liên kết 5432A là một sảnh, cũng như là sảnh. Dãy số như 432AK hoặc 32AKQ không được tính như vậy. Vậy một sảnh phải có một lá bài "5" hoặc một lá bài "10".
Màu hoặc chất (cơ, rô, bích, tép) của lá bài không có ý nghĩa gì cả. Nếu mọi người chơi có liên kết bài giống nhau nhưng khác chất thì cùng chia gà (en: Split Pot).

## Cách chơi và luật chơi ở Việt Nam

### Luật chung
- Trong Xì tố ở Việt Nam có thể chơi 2 - 6 người.
- Người chơi sử dụng bài tây nhưng loại bỏ đi các lá bài số từ 2 cho đến 6 (chỉ chơi các lá bài 7 đến A), trong đó 7 là lá bài thấp nhất, A là lá bài lớn nhất, tổng số lá bài chơi là 32 lá.
- Các chất của lá bài cũng không có ý nghĩa gì cả, chỉ xét độ lớn của các lá bài.
- Ban đầu phát 2 lá bài, người chơi phải mở 1 lá bài (lá còn lại úp) cho đối phương nhìn thấy, sau đó dùng cọc bài còn lại phát cho mỗi người cũng 1 lá bài mở, người chơi có thể bắt đầu tố, người đầu tiên tố là người có độ lớn bài lớn nhất, vòng tố đi ngược chiều kim đồng hồ. Cách tố như sau:

1. Tố: Là cược thêm 100% số tiền đặt cược ban đầu của mình. Ví dụ: Số tiền đặt cược A và B tổng là 500, vậy mỗi người cược 250, nếu tố thì A cược thêm 250, tổng lên 750.
2. Theo: Là tố theo người đằng trước đã tố. Ví dụ: Nếu B theo A thì B cũng cược thêm 250, tổng lên 1000.
3. Tố tất cả: Là tố theo số tiền tổng của các người chơi đã tố. Ví dụ: Nếu A tố tất cả thì A cược thêm 1000 (do tổng là 1000), tổng lên 2000.
4. Úp bỏ: Là bỏ đi lá bài mình trên tay và mình phải mất đi số tiền đã cược trước đó.
- Trong lượt tố đầu (lá bài thứ 3), người chơi tố đầu tiên ra lệnh tố thì người kế không được ra lệnh tố nữa, mà phải Theo hoặc Tố tất cả. Vòng lượt tố đầu sẽ kết thúc khi tất cả người chơi đều lệnh Theo. Chú ý rằng trong lượt tố đầu chỉ có 2 vòng tố (nghĩa là vòng 1 mỗi người chơi có thể Tố tất cả, nhưng vòng 2 (vòng này xảy ra khi có 1 hoặc nhiều người ra lệnh khác cách tố của người đầu tiên) thì các người tiếp theo bắt buộc phải ra lệnh Theo (trừ người ra lệnh tố khác cuối cùng).
- Tương tự, nhưng lượt tố thứ 2 (lá bài thứ 4) sẽ có 3 vòng tố; lượt tố cuối (lá bài thứ 5) sẽ có vô số lần tố.
- Người chơi có thể ra lệnh Úp bỏ để bảo toàn số tiền sau đó do bài trước đó quá yếu hay thấp với người khác.
- Cách xét tương tự ở bảng Phân loại trên. Nếu độ lớn bằng nhau thì chia tổng.
- Nếu thắng sẽ nhận 100% số tiền tổng (đủ tiền cược). Trường hợp mà thiếu tiền cược (cược hết số tiền đang có của mình) thì chỉ nhận số tổng của các lượt trước + một phần số tiền mình đã cược ở vòng lượt tại.

### Luật bên lề
- Khi đã nói ra hiệu lệnh nào (Tố hay Úp bỏ) thì phải làm theo hiệu lệnh đó, không được rút lệnh lại.
- Người chơi có thể Tố như Tố 1/4 hoặc Tố 1/2 hoặc cũng có thể Tố gấp đôi, tuỳ theo thoả thuận của các người chơi.
- Một số nơi không chơi Nhường Tố (là nhường cho người khác tố, nhưng chỉ áp dụng cho người đầu tiên hay nhà cái).
- Có thể tố cách khác với nhiều cách tố khác nhau.
- Có thể úp lá bài cuối cùng để óc tính toán ngày càng nâng cao, tùy thỏa thuận các người chơi.
- Một số nơi chơi có thêm 2 lá Joker.